# Полуніна Валентина Іванівна
Полуніна Валентина Іванівна (1917 року, Розсказово, тепер Тамбовська область — 1 серпня 1943 року, біля с. Руське, Кримський район, Краснодарський край) — радянська військова льотчиця; старший льотчик 46-го гвардійського нічного бомбардувального авіаційного полку 325-ї нічної бомбардувальної авіаційної дивізії 4-ї повітряної армії 2-го Білоруського фронту, гвардії сержант.

## Біографія
Валя Полуніна народилася в 1917 році в місті Розсказово Тамбовської області.
До Червоної Армії була призвана Тамбовським РВК в 1942 році.
Брала участь у Другій світовій війні як військовий льотчик нічного бомбардувальника «ПО-2» ("УТочка"), на якому в парі зі штурманом завдавала бомбових ударів по військових об'єктах.
Брала участь в Битві за Кавказ, у звільненні Кубані та Криму.
У ніч з 31 липня на 1 серпня 1943 року не повернулася з бойового завдання. Літак збитий вогнем зенітної батареї.

### Загибель
1 серпня 1943 року був трагічним для нічного полку: 4 екіпажі згоріли при виконанні бойового завдання над ціллю. Загинули: Ганна Висоцька, Галина Докутович, Євгенія Крутова, Олена Салікова, Євгенія Сухорукова, Соня Рогова, Валентина Полуніна та Галфіра Каширіна.
Згодом останки льотчиць були перепоховані у братській могилі на майдані в селі Руське (Молдаванське сільське поселення) Краснодарського краю.

## Нагороди
- Орден Вітчизняної війни II ступеня[4] за подвиги посмертно.